# Argyrolepidia integra
Argyrolepidia integra là một loài bướm đêm trong họ Noctuidae.